# Katja Kassin
Katja Kassin (ur. 24 września 1979 w Lipsku) – niemiecka aktorka filmów pornograficznych. Jej pseudonim Katja zasugerował fotograf podczas pierwszej sesji zdjęciowej, po swojej siostrzenicy.

## Życiorys

### Wczesne lata
Urodziła się w Lipsku w NRD jako najstarsza z trójki dzieci. Miała 10 lat, kiedy upadł Mur Berliński. Uczęszczała do college'u. W wieku 15 lat sprzedawała lody we włoskiej restauracji. Następnie przez sześć lat pracowała jako kelnerka. Studiowała politologię, germanistykę i literaturę na Uniwersytecie w Lipsku.

### Kariera
We wrześniu 2000, mając 20 lat zaczęła pozować nago dla miejscowych fotografów amatorów i różnych stron internetowych. W maju 2002 roku nakręciła swoją pierwszą scenę w niemieckim filmie porno. W 2003 roku przeniosła się do Stanów Zjednoczonych. W marcu 2003 roku wzięła udział w amerykańskiej produkcji porno Red Light District Straight To The A 4. W ciągu jednego miesiąca pracując w USA nakręciła 25 scen, głównie seksu analnego i grupowego często z czarnoskórymi wykonawcami. Przez trzy i pół roku pracowała dla agenta porno Marka Spieglera.
W 2005 zdobyła trzy nominacje do AVN Award w kategoriach: najlepsza wykonawczyni roku, najlepsza scena seksu grupowego - wideo w Sex Shooter V (2004) z Jadą Fire, Markiem Davisem i Rio Mariah oraz najlepsza scena seksu w parze w Fresh Meat 18 (2004) z Michaelem Stefano, a także była nominowana jako gwiazda roku w jubileuszowej 10. edycji CAVR Award i do nagrody XRCO Award w kategoriach: wykonawczyni roku i Orgasmic Analist. We wrześniu 2006 roku podpisała kontrakt z agencją LA Direct Models. W 2013 otrzymała nominację do Venus Award jako najlepsza aktorka międzynarodowa.
W latach 2006–2007 i 2011–2014 pracowała dla Kink.com w scenach sadomasochistycznych, takimi jak uległość, głębokie gardło, rimming, cunnilingus, kobieca ejakulacja, fisting analny i pochwowy, fetysz stóp, pegging, gang bang, bukkake, plucie i bicie. Były to serie Everything Butt, Fucking Machines, Foot Worship, Dungeon Sex, Sex and Submission, Water Bondage, Whipped Ass, Wired Pussy, Bound Gang Bangs z Markiem Davisem, Steve’em Holmesem, Prince’em Yahshuą, Natem Turnherem, Bobbym Bendsem, Tee Reel, Mickeyem Modem, Ottem Bauerem, Chrisem Charmingiem, Sandrą Romain, Audrey Hollander, Tory Lane, Bobbi Starr, Anikką Albrite, Anissą Kate, Ashley Fires, Casey Calvert, Felony i Princess Donną.
W komediodramacie Mandarynka (Tangerine, 2015) pojawiła się jako prostytutka.
W 2022 zwyciężyła w rankingu „21. najlepszych niemieckich gwiazd porno” portalu EuroSexScene.com.

### Życie prywatne
Pod koniec 2004 przeprowadziła się do Los Angeles w Kalifornii. W styczniu 2005 wyszła za mąż za amerykańskiego aktora porno Sledge’a Hammera. Rozwiedli się w październiku 2006.

## Nagrody
| Rok  | Nagroda                     | Kategoria                                           | Film                   | Inni wykonawcy            |
| ---- | --------------------------- | --------------------------------------------------- | ---------------------- | ------------------------- |
| 2004 | Adam Film World Guide Award | Wykonawczyni roku                                   | –                      | –                         |
| 2004 | Venus Award                 | Nagroda Jury dla najlepszej aktorki międzynarodowej | –                      | –                         |
| 2006 | XRCO Award                  | Najlepsza analityczka orgazmów                      | –                      | –                         |
| 2006 | AVN Award                   | Najlepsza scena seksu solo                          | Anal Showdown (2005)   | –                         |
| 2009 | AVN Award                   | Najlepsza scena seksu POV                           | Double Vision 2 (2008) | Erik Everhard i Tory Lane |

## Filmografia
| Rok  | Tytuł                                                      | Rola                | Reżyser       |
| ---- | ---------------------------------------------------------- | ------------------- | ------------- |
| 2008 | Porno od 9 do 17 (9 to 5: Days in Porn, film dokumentalny) | w roli samej siebie | Jens Hoffmann |
| 2015 | Mandarynka                                                 | prostytutka         | Sean Baker    |